# 278386 Sofivanna
278386 Sofivanna è un asteroide della fascia principale. Scoperto nel 2007, presenta un'orbita caratterizzata da un semiasse maggiore pari a 2,6868495 UA e da un'eccentricità di 0,2513440, inclinata di 14,98457° rispetto all'eclittica.